# Christian Fromm
Christian Fromm est un joueur allemand de volley-ball né le 15 août 1990 à Berlin (dans un quartier alors à Berlin-Ouest, en République fédérale allemande). Il mesure 2,04 m et joue réceptionneur-attaquant. Il totalise 102 sélections en équipe d'Allemagne.

## Clubs
| Club                        | De        | À         |
| --------------------------- | --------- | --------- |
| VfB Friedrichshafen         | 2009-2010 | 2010-2011 |
| Dürener Turnverein 1847     | 2011-2012 | 2011-2012 |
| Pallavolo Città di Castello | 2012-2013 | 2013-2014 |
| Sir Safety Ombrie           | 2014-2015 | 2015-2016 |
| Volley Milan                | 2016-2017 | 2016-2017 |
| Arkas SK                    | 2017-2018 | 2017-2018 |
| Jastrzębski Węgiel          | 2018-2019 | ...       |

## Palmarès
- Championnat d'Allemagne (2)
  - Vainqueur : 2010, 2011
  - Finaliste : 2012
- Coupe d'Allemagne
  - Finaliste : 2011, 2012
- Championnat d'Italie
  - Finaliste : 2016
- Championnat de Turquie (1)
  - Vainqueur : 2018